# Oscar del calcio AIC 2004

Il brasiliano Kaká, migliore calciatore assoluto agli Oscar del calcio AIC 2004.

L’Oscar del calcio AIC 2004 fu l'ottava edizione dell'Oscar del calcio AIC, la manifestazione in cui vengono premiati i protagonisti del calcio italiano dall'Associazione Italiana Calciatori.

## Vincitori
Di seguito sono riportate tutte le nomination dei vari oscar assegnati:

### Migliore calciatore italiano
| Piazzamento | Giocatore         | Squadra |
| ----------- | ----------------- | ------- |
| Vincitore   | Francesco Totti   | Roma    |
| Nomination  | Alberto Gilardino | Parma   |
| Nomination  | Paolo Maldini     | Milan   |

### Migliore calciatore straniero
| Piazzamento | Giocatore       | Nazionalità | Squadra  |
| ----------- | --------------- | ----------- | -------- |
| Vincitore   | Kaká            | Brasile     | Milan    |
| Nomination  | Pavel Nedvěd    | Rep. Ceca   | Juventus |
| Nomination  | Andrij Ševčenko | Ucraina     | Milan    |

### Migliore portiere
| Piazzamento | Giocatore         | Nazionalità | Squadra  |
| ----------- | ----------------- | ----------- | -------- |
| Vincitore   | Gianluigi Buffon  | Italia      | Juventus |
| Nomination  | Dida              | Brasile     | Milan    |
| Nomination  | Morgan De Sanctis | Italia      | Udinese  |

### Migliore difensore
| Piazzamento | Giocatore        | Nazionalità | Squadra |
| ----------- | ---------------- | ----------- | ------- |
| Vincitore   | Paolo Maldini    | Italia      | Milan   |
| Nomination  | Alessandro Nesta | Italia      | Milan   |
| Nomination  | Jaap Stam        | Paesi Bassi | Lazio   |

### Migliore calciatore giovane
| Piazzamento | Giocatore         | Squadra |
| ----------- | ----------------- | ------- |
| Vincitore   | Alberto Gilardino | Parma   |
| Nomination  | Antonio Cassano   | Roma    |
| Nomination  | Obafemi Martins   | Inter   |

### Migliore allenatore
| Piazzamento | Allenatore       | Squadra |
| ----------- | ---------------- | ------- |
| Vincitore   | Carlo Ancelotti  | Milan   |
| Nomination  | Roberto Mancini  | Lazio   |
| Nomination  | Cesare Prandelli | Parma   |

### Migliore calciatore assoluto
| Piazzamento | Giocatore | Nazionalità | Squadra |
| ----------- | --------- | ----------- | ------- |
| Vincitore   | Kaká      | Brasile     | Milan   |

### Migliore arbitro
| Piazzamento | Arbitro            |
| ----------- | ------------------ |
| Vincitore   | Pierluigi Collina  |
| Nomination  | Gianluca Paparesta |
| Nomination  | Roberto Rosetti    |